# Belovrati muhar
Belovrati muhar (znanstveno ime Ficedula albicollis) je ptica iz družine muharjev. Gnezdi v jugovzhodni Evropi (izolirane populacije se nahajajo tudi na švedskih otokih Gotland in Öland v Baltskem morju) ter od vzhodne Francije do Balkanskega polotoka in Ukrajine. Je selivka, ki prezimuje v podsaharski Afriki.

## Opis
Odrasli belovrati muhar doseže v dolžino do 13 cm, tehta pa med 14 in 18 g, razpon peruti je okoli 22 cm. Samec ima črno glavo in bel vrat, vsa ptica ima črno belo perje, samica pa je sivo bele barve.
V Sloveniji gnezdi maja, junija in julija, v gnezdo pa samica odloži  5 do 7 svetlomodrih jajc.